# Gamelia berliozi
Gamelia berliozi är en fjärilsart som beskrevs av Lemaire 1966. Gamelia berliozi ingår i släktet Gamelia och familjen påfågelsspinnare. Inga underarter finns listade i Catalogue of Life.